# 和尚蟹属
和尚蟹屬（学名：Mictyris）为和尚蟹科动物的一個屬。分布于日本、中國大陸（广西、广东、福建等地）、香港、台灣、菲律宾、马来群岛、新加坡及印尼部分地區（卡拉克隆島、巴韋安島及安汶岛）、新喀里多尼亚、塔斯马尼亚、澳大利亚及印度洋的尼科巴與安达曼。
生活在潮间带沙土的地道或河口的泥滩上，退潮时出来活动。雌雄间没有明显差异，需将腹部打开才能分辨。平均体重约为2克，能够直立行走。

## 物種
本屬有6個物種：
- 短指和尚蟹 Mictyris brevidactylus Stimpson, 1858
- Mictyris darwinensis Unno & Semeniuk, 2011
- Mictyris guinotae Davie, Shih & Chan, 2010
- Mictyris livingstonei McNeill, 1926
- 长腕和尚蟹 Mictyris longicarpus Latreille, 1806
- 西方和尚蟹 Mictyris occidentalis Unno, 2008
- Mictyris platycheles H.Milne Edwards, 1852
- Mictyris thailandensis Davie, Wisespongpand & Shih, 2013[6]